# Хэйг, Джек
Джек Хэйг (англ. Jack Haig, род. 6 сентября 1993 в Квинсленде, Австралия) — австралийский профессиональный шоссейный велогонщик, выступающий с 2016 года за команду мирового тура «Mitchelton-Scott».

## Статистика выступлений

### Гранд-туры
| Гонка           | 2016 | 2017 | 2018 | 2019 |
| --------------- | ---- | ---- | ---- | ---- |
| Джиро д'Италия  | —    | —    | 36   |      |
| Тур де Франс    | —    | —    | —    |      |
| Вуэльта Испании | 117  | 21   | 19   |      |

| — | Не участвовал |